# Жаб'яча черепаха горбкувата
Жаб'яча черепаха горбкувата (Mesoclemmys tuberculata) — вид черепах з роду Жаб'яча черепаха родини Змієшиї черепахи.

## Опис
Загальна довжина карапаксу досягає 25 см. Голова доволі широка. Шкіра вкрита дрібними горбиками. Звідси походить назва цієї черепахи. Карапакс овальний, з медіальний кілем, розширюється у задній частині. Пластрон плаский, також розміру, що й карапакс.
Голова зверху сіра з або без жовтих або рожевих цяток. Щелепи світло-коричневі. Шия та кінцівки сіро-коричневі, шия може бути світліше. Карапакс коричневого (від світлого до темного відтінку) або чорного кольору. Пластрон жовтого кольору з темними краями щитків або повністю темно-коричневого забарвлення.

## Спосіб життя
Полюбляє дрібні річки та струмки. Харчується рибою, комахами, равликами, хробаками, падлом.
Під час залицяння самець підпливає до самиці і кладе свою голову на її, потім починає рухати нею зліва направо. Це може тривати до 4 годин. Безпосередньо спаровування триває близько 25 хвилин. Самиця відкладає 4—9 яєць розміром 32×26 мм й вагою 11,4—13,3 г. Розмір новонароджених черепашенят становить 37 мм.

## Розповсюдження
Мешкає у басейні ріки Сан-Франсиску та суміжних територіях східної Бразилії, а також у ріках Парана й Парагвай у Парагваї.